# 日本労働組合総連合会の地方連合会一覧
日本労働組合総連合会の地方連合会一覧（にっぽんろうどうくみあいそうれんごうかいのちほうれんごうかいいちらん）は、日本のナショナルセンターである日本労働組合総連合会（連合）の地方連合会一覧である。

## 北海道ブロック連絡会
- 日本労働組合総連合会北海道連合会（連合北海道）

## 東北ブロック連絡会
- 日本労働組合総連合会青森県連合会（連合青森）
- 日本労働組合総連合会岩手県連合会（連合岩手）
- 日本労働組合総連合会秋田県連合会（連合秋田）
- 日本労働組合総連合会山形県連合会（連合山形）
- 日本労働組合総連合会宮城県連合会（連合宮城）
- 日本労働組合総連合会福島県連合会（連合福島）

## 関東ブロック連絡会
- 日本労働組合総連合会群馬県連合会（連合群馬）
- 日本労働組合総連合会栃木県連合会（連合栃木）
- 日本労働組合総連合会茨城県連合会（連合茨城）
- 日本労働組合総連合会埼玉県連合会（連合埼玉）
- 日本労働組合総連合会千葉県連合会（連合千葉）
- 日本労働組合総連合会東京都連合会（連合東京）
- 日本労働組合総連合会神奈川県連合会（連合神奈川）
- 日本労働組合総連合会山梨県連合会（連合山梨）

## 東海ブロック連絡会
- 日本労働組合総連合会長野県連合会（連合長野）
- 日本労働組合総連合会静岡県連合会（連合静岡）
- 日本労働組合総連合会愛知県連合会（連合愛知）
- 日本労働組合総連合会岐阜県連合会（連合岐阜）
- 日本労働組合総連合会三重県連合会（連合三重）

## 北陸ブロック連絡会
- 日本労働組合総連合会新潟県連合会（連合新潟）
- 日本労働組合総連合会富山県連合会（連合富山）
- 日本労働組合総連合会石川県連合会（連合石川）
- 日本労働組合総連合会福井県連合会（連合福井）

## 近畿ブロック連絡会
- 日本労働組合総連合会滋賀県連合会（連合滋賀）
- 日本労働組合総連合会京都府連合会（連合京都）
- 日本労働組合総連合会奈良県連合会（連合奈良）
- 日本労働組合総連合会和歌山県連合会（連合和歌山）
- 日本労働組合総連合会大阪府連合会（連合大阪）
- 日本労働組合総連合会兵庫県連合会（連合兵庫）

## 中国ブロック連絡会
- 日本労働組合総連合会鳥取県連合会（連合鳥取）
- 日本労働組合総連合会島根県連合会（連合島根）
- 日本労働組合総連合会岡山県連合会（連合岡山）
- 日本労働組合総連合会広島県連合会（連合広島）
- 日本労働組合総連合会山口県連合会（連合山口）

## 四国ブロック連絡会
- 日本労働組合総連合会香川県連合会（連合香川）
- 日本労働組合総連合会徳島県連合会（連合徳島）
- 日本労働組合総連合会高知県連合会（連合高知）
- 日本労働組合総連合会愛媛県連合会（連合愛媛）

## 九州ブロック連絡会
- 日本労働組合総連合会福岡県連合会（連合福岡）
- 日本労働組合総連合会佐賀県連合会（連合佐賀）
- 日本労働組合総連合会長崎県連合会（連合長崎）
- 日本労働組合総連合会熊本県連合会（連合熊本）
- 日本労働組合総連合会大分県連合会（連合大分）
- 日本労働組合総連合会宮崎県連合会（連合宮崎）
- 日本労働組合総連合会鹿児島県連合会（連合鹿児島）
- 日本労働組合総連合会沖縄県連合会（連合沖縄）